# Neoseiulus picanus
Neoseiulus picanus är en spindeldjursart som först beskrevs av Emile Enrico Ragusa 2000.  Neoseiulus picanus ingår i släktet Neoseiulus och familjen Phytoseiidae. Inga underarter finns listade i Catalogue of Life.